# Válka světů (film, 1953)
Válka světů je dramatický sci-fi film natočený podle stejnojmenné novely H. G. Wellse z roku 1953 režiséra Byrona Haskina.
Popisuje krvavou invazi mimozemšťanů z Marsu na Zemi. Snímek byl nominován na 4 Oscary, z toho dva získal za speciální efekty.

## Obsazení
- Gene Barry … Dr. Clayton Forrester
- Ann Robinson … Sylvia van Buren
- Les Tremayne … generál Mann
- Bob Cornthwaite … Dr. Pryor
- Sandro Giglio … Dr. Bilderbeck
- Lewis Martin … pastor Dr. Matthew Collins